# Nadija Savstjenko
Nadija Viktorivna Savstjenko (Oekraïens: Надія Вікторівна Савченко) is een Oekraïens politica en voormalig piloot van de Oekraïense luchtmacht. Ze is lid van de Verchovna Rada (het Oekraïens parlement) en de Parlementaire Vergadering van de Raad van Europa.
Tijdens de oorlog in Oekraïne in 2014 diende Savtsjenko als leidster van de eenheid van de vrijwillige infanterie, de Aidar Battalion. In juni 2014 werd ze gevangengenomen door pro-Russische strijdkrachten in het oosten van Oekraïne en overgeleverd aan Rusland, waar ze ervan werd beschuldigd de artillerie instructies te hebben gegeven om twee Russische journalisten te doden.
Ze werd aangeklaagd voor moord en het illegaal oversteken van de Russische grens, ondanks het feit dat ze voor de dood van de twee journalisten al uit Oekraïne ontvoerd was. In november 2014, toen Savtsjenko nog steeds in gevangenschap was, werd ze nogmaals verkozen tot lid van het Oekraïens parlement en trad ze formeel af uit haar militaire post. Op 25 mei 2016 werd Savtsjenko in een gevangenenruil gewisseld tegen twee leden van de Russische inlichtingendienst, die gevangen werden gehouden door Oekraïne.
Savtsjenko was een van Oekraïne's eerste vrouwen die opgeleid werd tot piloot bij de luchtmacht.

## Leven en militaire carrière
Nadija Savtsjenko en haar jongere zusje Vira werden geboren in Kiev. Hun vader was een landbouwarchitect en hun moeder was een ontwerpster en kantoormanager. Vira vertelde in een interview dat zij en Nadia grootgebracht waren in een Oekraïens-sprekend huishouden en dat de school die zij bezochten het Oekraïens als onderwijstaal hanteerde.
Toen Savtsjenko 16 was, wist zij al dat zij pilote wilde worden. Ze werd lid van het Oekraïense leger, waar ze later getraind werd tot parachutist. Savtsjenko was de enige vrouwelijke soldaat in de Oekraïense Vredestroepen (2004-2008) die onderdeel uitmaakte van de Multinationale troepenmacht voor de missie die toen bezig was in Irak. Toen zij terugkwam deed zij een succesvol verzoek aan het Ministerie van Defensie om toestemming te krijgen toe te treden tot de prestigieuze Luchtmacht Universiteit in Charkov, die tot dan toe alleen mannen toeliet. Savtsjenko rondde haar opleiding in 2009 met succes af.
In 2011 publiceerden de Oekraïense Verdedigingstroepen een 20-minuten durende documentaire over Savtsjenko en haar militaire carrière. Daarnaast deed zij mee aan het Ontwikkelingsprogramma van de VN, die meer gelijkheid binnen het Oekraïense leger wilde promoten. In 2014 werd ze leidster van de Aidar Batallion.

## Gevangenneming
Tijdens de oorlog in Oekraïne, vocht Savtsjenko als vrijwilligster in het oosten van Oekraïne in het Aidar Battalion. Op 17 juni, 2014, om 10:46 werd ze gevangengenomen dicht bij Metalist, door leden van een pro-Russische militante groepering die trouw verklaarden aan de zelf-uitgeroepen Volksrepubliek Loegansk. Op 19 juni verscheen er een video van haar ondervraging op het internet; daarop was Savtsjenko te zien, geboeid aan een metalen pijp. Op 20 juni beweerde Valdimir Gromov, hoofd van de contraspionage, dat Savtsjenko goed behandeld werd. Op 22 juni werden er mediaberichten gepubliceerd waarin stond dat Savtsjenko overgebracht was naar Donetsk.

## Arrestatie en berechting in Rusland
Op 8 juli 2014 meldden de media dat Nadia Savtsjenko gevangen werd gehouden in Voronezj in Rusland. Op 9 juli, bevestigde Valdimir Markin, woordvoerder van het Russisch federaal agentschap (die de Russische President dient) dat Savtsjenko inderdaad gevangen werd gehouden in Voronezj. Zij werd daar aangeklaagd voor de moord op twee Russische journalisten, namelijk Igor Vladimirovich Kornelyuk en Anton Voloshin. De journalisten waren gestorven tijdens een fatale mortieraanval op een plaats buiten Luhansk waar veel rebellen samenkwamen. Oekraïense autoriteiten meldden dat de verslaggevers niet voldeden aan de veiligheidsvoorschriften. Volgens Savtsjenko's verdedigingsteam heeft Savtsjenko de journalisten niet kunnen laten vermoorden omdat zij een uur voor de mortieraanval al gevangen was genomen door separatisten. De Oekraïense Veiligheidsdienst zei dit te kunnen ondersteunen door mobiele data van Savtsjenko's en Kornelyuk's mobiele telefoons.
Later in 2015 bleef de Russische Veiligheidsdienst volhouden dat Savtsjenko de Russische grens vrijwillig over was gestoken, zonder documenten. Dit sprak bewijs en mediaberichten tegen die aan deze uitspraak vooraf gepubliceerd waren: een lange tijd voordat Savtsjenko de grens illegaal overgestoken zou zijn, meldde Ruslands pro-Kremlin televisiekanaal, NTV, dat Savtsjenko gevangen was genomen door 'rebellen' en overgeleverd was aan de Russische autoriteiten. Oekraïense autoriteiten zeiden dat ze illegaal naar Rusland was gehaald door de Russische inlichtingendienst, in samenwerking met pro-Russische rebellen. In 2016 volgde de journalist Semen Zakruzhnyi de route die de inlichtingendienst beweerde te hebben gevolgd. Semen concludeerde aan de hand van vele tegenstrijdigheden tussen het vertelde verhaal en de werkelijke route was dat noch Savtsjenko noch de Russische opsporingsambtenaren de genoemde plekken in de aanklacht tegen Savtsjenko bezocht konden hebben.
Het Oekraïense Ministerie van Buitenlandse Zaken protesteerde hevig tegen het illegaal meenemen van Savtsjenko naar Rusland. Dit ministerie noemde het kidnappen van een Oekraïens burger 'een daad van staatsterrorisme'. Op 8 juli gaf president Petro Porosjenko de Algemene Aanklager van Oekraïne instructies om kostte wat kost Savtsjenko te bevrijden. Als reactie noemde Vladimir Markin Savtsjenko een terrorist. Daarnaast zei hij dat de kans dat Savtsjenko vrijgelaten zou worden even groot was als de kans dat Petro Porosjenko Barack Obama zou vervangen als president van de Verenigde Staten.
Tijdens Savtsjenko's lange proces in Rusland, werd ze gevangen gehouden in een kooi. Dit is een normale procedure in Rusland voor gevangenen die geen borgtocht betaald hebben. Op 10 juli zei de Oekraïense president in een verklaring op een website dat de gevangenhouding en het proces van Savtsjenko 'een schending is van de internationale verdragen, alle normen van de wet en dat het onacceptabel is'. President Porosjenko benadrukte dat 'Nadija Savtsjenko een symbool is van de strijd van Oekraïne. In gevangenschap heeft ze zich getoond als een echte, sterke, krijgshaftige geest van een Oekraïens militair, die het moederland niet verraadt.' Ook zei de president dat hij een nieuwe advocaat had ingehuurd voor Savtsjenko.
Op 11 juli 2015 werd Savtsjenko's nieuwe advocaat Mark Feygin, die bekendstaat om zijn verdediging van Pussy Riot. Op 27 augustus 2015 tijdens een verhoor in het Sovetsky District van Voronezj, verscheen Savtsjenko in een T-shirt met het wapen van Oekraïne erop en sprak zij alleen in het Oekraïens. Zij vertelde in dit verhoor dat zij al gevangen was genomen op 24 juni en niet op de plaats de datum die de Russische recherche noemde, namelijk 30 juni. De rechtbank oordeelde na het verhoor dat Savtsjenko's gevangenschap met twee maanden verlengd werd en beval dat zij voor een maand naar het Serbski-instituut werd gestuurd voor een psychologische keuring. Savtsjenko weigerde dit.
Op 22 december 2014 oordeelde de rechtbank van Moskou dat Savtsjenko tot het einde van het onderzoek naar haar zou worden vastgehouden. Het onderzoek zou nog tot 13 februari 2015 duren. Savtsjenko begon vervolgens een hongerstaking. De Europese Unie en de Verenigde Staten veroordeelde het feit dat Savtsjenko werd vastgehouden en eisten dat ze vrij werd gelaten. Haar advocaat, Mark Feygin, noemde haar een krijgsgevangene.
Savtsjenko werd officieel gedelegeerde van Parlementaire Vergadering van de Raad van Europa (uit het Engels afgekort als PACE). Hiermee verwierf ze parlementaire onschendbaarheid in alle landen die de PACE ondertekend hadden, dus ook in Rusland. Ondanks dit feit werd ze niet vrijgelaten. Aleksey Pushkov van de Russische staatsdoema stelde dat de aanstelling van Savtsjenko tot de PACE een aanval was tegen Rusland en dat parlementaire onschendbaarheid iemand niet kon vrijspreken van criminele activiteiten die men in het verleden was begaan. De PACE weigerde Savtsjenko's parlementaire onschendbaarheid af te nemen en stelde dat zij onmiddellijk vrijgelaten moet worden. De PACE was van mening dat de ontvoering en de daaropvolgende gevangenneming 'een schending van het internationaal recht was, neerkomend op haar de facto kidnapping.
Op 2 maart 2015 onderscheidde president Porosjenko Savtsjenko met de titel Held van Oekraïne.
Op 24 juli 2015 maakte een woordvoerder van het Russische onderzoekscomité bekend dat, in tegenstelling tot de informatie die eerder door de Volksrepubliek Donetsk was gepubliceerd over Savtsjenko's gevangenneming, Savtsjenko vrijwillig de Russische grens overstak met de intentie daden van sabotage te verrichten. Ook werd bekendgemaakt dat zij tot het moment van arrestatie op 30 juni zich vrijelijk heeft kunnen bewegen in het gebied van de Oblast Voronezj.
In februari 2016 sprak de woordvoerder van het Amerikaanse Ministerie van Buitenlandse Zaken, Jen Psaki, grote bezorgdheid uit over Savtsjenko's slechte behandeling en verslechterende gezondheid. Hij deed aan Rusland een oproep om de afspraken na te komen die gemaakt waren in het Akkoord van Minsk en Savtsjenko en andere Oekraïense gegijzelden onmiddellijk vrij te laten. Nog meer aansporingen om haar te bevrijden volgden hierop. Op 7 maart 2016 betuigde John Kerry tegen het feit dat Savtsjenko's gevangenschap vervolgd werd en noemde in zijn toespraak specifiek bezorgdheid over de verhoren, haar eenzame opsluitingen en het gedwongen 'psychiatrische onderzoek'.
In maart 2016 schreef Savtsjenko: 'Het is een absurde situatie wanneer zij die mensen ontvoeren en onderwerpen aan martelingen doen alsof zij het recht hebben hen te veroordelen! Hoe kan iemand spreken over een eerlijk proces? In Rusland zijn er geen processen of onderzoeken, alleen een klucht gespeeld door Kremlin marionetten.[...] zij in de wereld met democratische waarden zouden hun geschiedenislessen moeten leren voordat het te laat is en zich herinneren dat er een tijd was dat Europa tolerant was tegenover Hitler en Amerika weifelend en dat dit leidde tot de Tweede Wereldoorlog'.
Op 10 maart 2016 deed Nadija Savtsjenko voor de rechtbank een laatste uitspraak. Hierin zei ze o.a.: 'Ik geef geen schuld toe en ik erken noch de rechtbank noch het vonnis. Als ik schuldig bevonden word, zal ik niet in hoger beroep gaan. Ik wil de hele democratische wereld laten weten dat Rusland een derdewereldland is met een totalitair regime en een mooie tiran als dictator en dat dit land (Rusland) spuugt op het internationale recht en de rechten van de mens.
Volgens haar advocaat Feygin zal 'haar zaak zeker besloten worden in het Kremlin door Poetin en collega's'. Op 21 maart 2016 bevond de rechtbank van Donetsk Savtsjenko schuldig voor het illegaal oversteken van de grens en de moord op twee Russische journalisten.
Volgens de BBC werd ze vrijgelaten in een gevangenenruil op 25 mei 2016.